# 正税帳
正税帳（しょうぜいちょう）は、律令制のもとで国司が毎年太政官に対して提出する帳簿の1つで、令制国における正税の収支決算書。当時の地方政治・財政を把握するためのもっとも基本的な資料であった。大税帳（だいぜいちょう）とも。
ここでは、関連する正税返却帳（しょうぜいへんきゃくちょう）についても解説する。

## 概説
正税帳は、国の収支を総計した主部と各郡ごとに集計した部分とで構成され、それぞれ前年度の繰り越し、当年の収入・支出、次年度への繰り越しが記録されており、毎年3通が作成され、1通は国府に留めて国司交替時の引継や次年度の正税帳作成の資料とし、残り2通は毎年2月30日（旧暦の2月末日）（ただし、大宰府のみは5月30日（旧暦の5月末日））までに田租や出挙、賑給、国分寺造営・維持費など財政収支を裏付ける関連資料（「枝文」）を添えて太政官に提出された。なお、正税帳を太政官に提出する使者を特に正税帳使（しょうぜいちょうし）と呼ばれた。
正税帳は民部省主税寮において勘会（監査）を受けて、関連資料との数値の不一致や未納・欠損が生じていないことが確認されると、民部省から正税帳使に託する形で返抄（請取書・領収書）が送付され、問題がある場合には正税帳は正税返却帳を添えられて送り返された。
『正倉院文書』に残されている正税帳は、730年（天平2年）から739年（天平11年）まで間で、23通残っている。

## 正税返却帳
正税返却帳（しょうぜいへんきゃくちょう）とは、正税帳の記載内容に不備があったり、正税に未納や欠損などが生じて不足が存在する場合に主税寮から民部省に対して令制国に返却する旨を上申した解文（文書）。
正税帳と他の帳簿・資料などを照合して、正税帳と他の帳簿・資料との間に稲穀数の差が大国で1万束、上国で8千束、中国で6千束、下国で4千束以上の差（「勘出」）が発生した場合に、主税寮が返却事由を記した正税返却帳を作成して民部省に提出、民部省がこれを適切と判断すれば押署の上で正税帳の返却時に令制国側に送付された。